# Jishnu
Jishnu Raghavan Alingkil (Taliparamba, 23 de abril de 1979-Cochín, 25 de marzo de 2016), conocido como Jishnu, fue un actor indio que apareció predominantemente en películas malayalam. Era hijo del actor Raghavan. Es mejor conocido por su primera película Nammal (2002), por la que recibió el premio de la Asociación de Críticos de Cine de Kerala al mejor actor y el premio Mathrubhumi Film al mejor debut masculino. Su última película fue Traffic (2016).

## Carrera actoral

### 1987; 2002-2006: debut y avance
Jishnu apareció por primera vez como artista infantil en la película de 1987 Kilipattu dirigida por su padre y fue seleccionada para el Panorama indio. Hizo su debut como actor en el cine malayalam como protagonista de la película Nammal en 2002 junto al recién llegado Siddharth Bharathan , Bhavana y Renuka Menon dirigida por Kamal , que resultó ser un éxito comercial que le valió el reconocimiento. Su actuación en la película le valió el Premio de la Crítica de Cine de Kerala y el Premio de Cine Mathrubhumi al Mejor Debut Masculino. Su carrera continuó con papeles principales en Valathottu Thirinjal Nalamathe Veedu , Choonda , Freedom , Parayam , Two Wheeler y Njaan . Luego desempeñó papeles de apoyo en Nerariyan CBI , Pauran , Yugapurushan y un papel negativo en Chakkara Muthu junto con Dileep .

### 2012-2014: pausa y regreso
Además de algunas películas no acreditadas, se tomó un descanso de la industria cinematográfica para trabajar en el desarrollo de tecnologías de la información en zonas rurales. Más tarde regresó a la industria cinematográfica e hizo papeles secundarios en Nidra, Ordinary , Banking Hours 10 to 4 y papel invitado en Ustad Hotel . Le ofrecieron actuar en Prabhuvinte Makkal . En 2013, interpretó los papeles principales en las películas Annum Innum Ennum y Rebecca Uthup Kizhakkemala . También experimentó con la actuación en Barry John Theatre Studios en Mumbai . Ese mismo año, firmó sus próximas películas Misfit junto a Sidhartha Siva , Indian Coffee House y Iphone con su padre Raghavan y Vineeth , pero estas películas no se estrenaron en los cines en ese momento en el que le diagnosticaron cáncer. 2014.

### 2014-2016: Salud, enfermedad y película final
Durante su primera batalla contra el cáncer, sus amigos hicieron un cortometraje llamado Speechless. Se trata de un profesor universitario cuya vida cambia drásticamente a causa del cáncer. El cortometraje está protagonizado por el productor de cine Shafir Saith , que también es amigo de Jishnu, en el papel principal. Antes de que continuara su tratamiento, completó su debut en tamil como actor principal en la película de 2015 Kallappadam junto a Lakshmi Priya Chandramouli y recibió críticas positivas. Hizo su debut en Bollywood con un papel negativo en Traffic que se estrenó en 2016 y fue su última película. También actuó en el cortometraje Karma Games con Aadarsh Balakrishna , que se rodó en 2013 y se estrenó en 2017. Este fue su debut como director. Adarsh Balakrishna rindió homenaje a Jishnu con el lanzamiento de este cortometraje.

## Educación y primeros años
Jishnu es hijo del actor y director de cine Raghavan y Shobha. Hizo sus estudios en Chennai y más tarde en Bharatiya Vidya Bhavan en Thiruvananthapuram. Asistió a una Licenciatura en Ingeniería Mecánica en el Instituto Nacional de Tecnología de Calicut.

## Vida personal
Se casó en 2007 con su novia de toda la vida, Dhanya Rajan, quien era su estudiante de tercer año en la universidad y es arquitecta.

## Muerte
A Jishnu le diagnosticaron cáncer de garganta en 2014. El cáncer entró en remisión, luego recayó en 2015 y se sometió a tratamiento. Murió debido a un cáncer de pulmón a la edad de 36 años el 25 de marzo de 2016 en el Hospital Amrita de Cochín.

## Filmografía

### Películas
| Año  | Título                               | Role               | Idioma             | Notas                       | Árbitro. |
| ---- | ------------------------------------ | ------------------ | ------------------ | --------------------------- | -------- |
| 1987 | Kilipattu                            | Niño               | Debut en malayalam | artista infantil            | [ 30 ]   |
| 2002 | Nammal                               | Shiván             | malayalam          | Debut en el papel principal | [ 31 ]   |
| 2003 | Delgado                              | Devan              | malayalam          |                             | [ 32 ]   |
| 2003 | Valathottu Thirinjal Nalamathe Veedu | Ajith Shekhar      | malayalam          |                             | [ 33 ]   |
| 2004 | Parayam                              | raju               | malayalam          |                             | [ 34 ]   |
| 2004 | Libertad                             | Camino             | malayalam          |                             | [ 35 ]   |
| 2005 | pauran                               | Líder estudiantil  | malayalam          |                             | [ 36 ]   |
| 2005 | CBI Nerariano                        | Saikumar           | malayalam          |                             | [ 37 ]   |
| 2006 | Chakkara Muthu                       | Jeevan George      | malayalam          |                             | [ 38 ]   |
| 2008 | Njaan                                | Jishnu             | malayalam          | Inédito                     | [ 39 ]   |
| 2010 | Yugapurushan                         | Ayyappán           | malayalam          |                             | [ 40 ]   |
| 2012 | nidra                                | Vishwan            | malayalam          |                             | [ 41 ]   |
| 2012 | Común                                | jose mas           | malayalam          |                             | [ 42 ]   |
| 2012 | Ustad Hotel                          | Meharof            | malayalam          | Cameo                       | [ 43 ]   |
| 2012 | Horario bancario de 10 a 4           | Avinash Sekhar     | malayalam          |                             | [ 44 ]   |
| 2013 | Jugadores                            | Harikrishnan       | malayalam          |                             | [ 45 ]   |
| 2013 | Annum Innum Ennum                    | Sridhar Krishna    | malayalam          |                             | [ 46 ]   |
| 2013 | Rebecca Uthup Kizhakkemala           | Kuruvila Kattingal | malayalam          |                             | [ 47 ]   |
| 2015 | kallappadam                          | Arun               | debut tamil        |                             | [ 48 ]   |
| 2016 | Tráfico                              | Hemaán             | debut hindi        | película póstuma            | [ 49 ]   |

### Cortometrajes
| Año  | Título          | Idioma | Notas         | Árbitro. |
| ---- | --------------- | ------ | ------------- | -------- |
| 2017 | Juegos de karma | hindi  | Rol principal | [ 50 ]   |

## Elogios
| Año                                                    | categoría                                 | Una película               | Resultados              |
| Premios de cine Asianet                                | Premios de cine Asianet                   | Premios de cine Asianet    | Premios de cine Asianet |
| ------------------------------------------------------ | ----------------------------------------- | -------------------------- | ----------------------- |
| 2002                                                   | Actores más populares                     | Nammal                     | Victorioso              |
| 2002                                                   | Ícono juvenil del año                     | Nammal                     | Victorioso              |
| 2003                                                   | Mejor actor                               | Delgado                    | Nominado                |
| 2006                                                   | Homenaje al Premio Especial del Jurado    | Nerariyan Cbi              | Victorioso              |
| 2006                                                   | Mejor actor de carácter                   | Nerariyan Cbi              | Victorioso              |
| 2007                                                   | Premio Especial del Jurado a la Actuación | Chakkara Muthu             | Nominado                |
| 2013                                                   | Mejor actor de reparto                    | Común                      | Victorioso              |
| Premios de la Asociación de Críticos de Cine de Kerala |                                           |                            |                         |
| 2002                                                   | Mejor actor                               | Nammal                     | Victorioso              |
| 2007                                                   | Premio Especial del Jurado a la Actuación | Chakkara Muthu             | Victorioso              |
| 2012                                                   | Segundo Mejor Actor                       | Horario bancario de 10 a 4 | Victorioso              |
| 2014                                                   | Mejor actor                               | Annum Innum Ennum          | Victorioso              |
| Premios Filmfare Sur                                   |                                           |                            |                         |
| 2003                                                   | Mejor actor - malayalam                   | Nammal                     | Victorioso              |
| 2006                                                   | Mejor actor de reparto                    | Nerariyan Cbi              | Victorioso              |
| 2013                                                   | Mejor actor de reparto                    | nidra                      | Nominado                |
| Premio SIIMA                                           |                                           |                            |                         |
| 2012                                                   | Mejor actor de reparto - malayalam        | nidra                      | Victorioso              |
| 2015                                                   | Mejor debut masculino - Tamil             | kallappadam                | Nominado                |
| Premio de Cine Vanitha                                 |                                           |                            |                         |
| 2013                                                   | Mejor actor de reparto                    | nidra                      | Victorioso              |
| 2014                                                   | Espectáculo especial (hombres)            | Annum Innum Ennum          | Victorioso              |
| Premio de Cine Mathrubhumi                             |                                           |                            |                         |
| 2003                                                   | Mejor Debut Masculino                     | Nammal                     | Victorioso              |
| Premios Zee Cine                                       |                                           |                            |                         |
| 2017                                                   | Mejor actor de reparto - Masculino        | Traffic                    | Nominado                |